# Museu d'Art Espanyol Contemporani
El Museu d'Art Espanyol Contemporani és un museu d'art contemporani de la Fundació March a Palma.
S'hi poden trobar moviments de la segona meitat del segle XX com l'abstracció geomètrica, l'informalisme o el realisme màgic. El museu exposa obres del fons de la fundació que inclouen obres de Juan Gris, Eduardo Chillida, Joan Miró, Antoni Tàpies, Julio González o Salvador Dalí. El 1999 presentà l'exposició Miquel Barceló: Ceràmiques 1995-1998.
El museu es troba a al carrer de sant Miquel de Palma en un casal anomenat Can Gallard des Canyar. Aquesta casa senyorial data del segle XVII, però fou reformada el segle XVIII, mitjan segle XIX i 1897. El 1916 fou adquirida per Joan March Ordinas, que hi viví fins al 1926, quan es convertí en la primera seu de la Banca March. La darrera reforma de l'edifici fou entre el 2002 i el 2003 i s'inaugurà amb l'estrena d'una exposició sobre Picasso.